# Cantone di Saint-Maur-La Varenne
Il Cantone di Saint-Maur-La Varenne era una divisione amministrativa dell'Arrondissement di Créteil.
È stato soppresso a seguito della riforma complessiva dei cantoni del 2014, che è entrata in vigore con le elezioni dipartimentali del 2015.
Comprendeva solo parte del comune di Saint-Maur-des-Fossés.